# Sweet Emotion (相川七瀬の曲)
『Sweet Emotion』（スウィート エモーション）は相川七瀬7枚目のシングル。1997年5月1日発売。

## 解説
「Sweet Emotion」は『ハイチュウ』CMソング。全国民放ラジオ「ラジオ新時代」キャンペーンソング。
曲名はエアロスミスの同名曲に由来。
CDケースに日本の全民放ラジオ局（AM、FM、短波）の視聴可能な周波数が記されている。
累計50.3万枚を売上（オリコン調べ）。「恋心」「トラブルメイカー」に次いで3番目に高い売上を記録。ビーイングのスタジオ制作。

## 収録曲
作曲・編曲：織田哲郎
1. Sweet Emotion
  - 作詞：相川七瀬・織田哲郎

MVはライブ映像で、ストリングス隊は御面を被っている。タイアップを意識し、歌詞に「ボリューム」「ノイズ」「チューナー」などラジオに関係のある用語が含まれている。
2. こんなに愛しても
  - 作詞：相川七瀬
3. Sweet Emotion （オリジナル・カラオケ）

## 収録アルバム
Sweet Emotion
- paradox
- ID
- NANASE AIKAWA BEST ALBUM "ROCK or DIE"
- a-box 〜avex Best Hit Collection〜
- 十八番 〜J-POP 90's BEST〜
- First Kiss
- 20年200曲
- a LOVE

こんなに愛しても
- paradox (water version)
- ID (表記されてないが別ミックス)

## 他アーティストによるカバー
Sweet Emotion
- EXA IDOL COMPLEX〜Super duper!・・・avex trax発売のライブアイドルによるカバーアルバム、Barbeeによってカバーされた